# دبلن كور

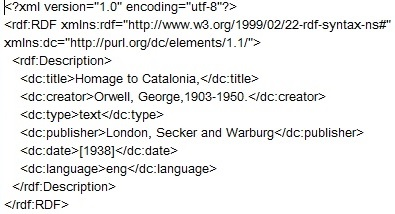

مخطط دبلن كور هو عبارة عن مجموعة صغيرة من المفردات التي يمكن استخدامها لوصف موارد الويب (الفيديو، الصور، صفحات الويب، الخ)، فضلا عن الموارد المادية مثل الكتب أو الأقراص المدمجة، والأشياء الأخرى مثل الأعمال الفنية.  ويمكن الوصول لمجموعة واصفات بيانات دبلن كور من خلال (DCMI). وتتكون المجموعة الأصلية من مخطط دبلن كور من 15 عنصرا تقليديا  للبيانات الوصفية، والمعروفة باسم مجموعة عناصر دبلن كور،  والتي أُقرت في وثائق المعايير التالية:
- IETF RFC 5013[7]
- ISO Standard 15836-2009[8]
- NISO Standard Z39.85[9]

ويمكن أن يستخدم دبلن كور كواصفات للبيانات لأغراض متعددة، بدءا من الوصف البسيط للموارد، وانتهاءا باستخدام  معايير البيانات الوصفية إلى توفير قابلية التشغيل البيني (inteoperability) لمفردات البيانات الوصفية للبيانات الموصولة السحابية، وتطبيقات الويب الدلالي.
مبادرة البيانات الوصفية لدبلن كور (DCMI) تقدم منتدى مفتوح لتطوير قابلية التشغيل المتبادل لمعايير البيانات الوصفية عبر الإنترنت لمجموعة واسعة من الأغراض. وتتضمن أنشطة DCMI مجموعات عمل توافقية، ومؤتمرات عالمية وورش عمل وجهود تعليمية وذلك لتعزيز القبول الواسع لبيانات وممارسات دبلن كور الوصفية. وقد تم فصل DCMI عن OCLC في عام 2008 ليصبح كيانا مستقلا.

## مستويات المعيار
معيار دبلن كور يتضمن في الأصل مستويين: بسيطة ومقيدة. ويتألف دبلن كور البسيط من 15 عنصرا؛ أما دبلن كور المقيد فيشمل ثلاثة عناصر إضافية وهي (الجمهور، المصدر ووأصحاب الحقوق)، فضلا عن مجموعة من العناصر التحسينية (وتسمى أيضا المقيدات أو المنقحات) والتي من شأنها تنقيح دلالات العناصر لتيسير عملية تصفية نتائج البحث والوصول.
وقد أدرج كلا من دبلن كور البسيط والمقيد منذ عام 2012 تحت DCMI للبيانات الوصفية باعتبارهما مجموعة واحدة من البيانات الوصفية المستخدمة لإطار توصيف الموارد (RDF). والمجموعة الكاملة من العناصر موجودة تحت الرابط http://purl.org/dc/terms/. ولأن تعريف المصطلحات غالبا ما يحتوي على نطاقات قد لا تكون متوافقة مع ما قبل إطار توصيف الموارد. فإن هذا الرابط مخصص للعناصر ال 15 البسيطة لدبلن كور: http://purl.org/dc/elements/1.1/.

### واصفات البيانات الوصفية لدبلن كور (الإصدار 1.1)
مجموعة عناصر وصافات بيانات دبلن كور تتكون من 15 عنصر:
1. العنوان
2. المنشئ
3. الموضوع
4. الوصف
5. الناشر
6. المساهم
7. التاريخ
8. النوع
9. الشكل
10. المعرف
11. المصدر
12. اللغة
13. العلاقة
14. التغطية
15. الحقوق

كل عنصر من عناصر دبلن كور اختياري ويمكن أن تتكرر. وقد أنشأت DCMI طرق قياسية لصقل العناصر وتشجيع استخدام ترميز ومخططات المفردات. كما أنه لا يوجد ترتيب معين لاستخدام عناصر دبلن كور وعرضها. وقد أصبح دبلن كور معتدا به كمقياس  ISO 15836 في عام 2006، كما يستخدم أيضا كمستوى أولي لمجموعة العناصر المستخدمة لوصف مصادر التعلم في ISO/IEC 19788-2 وأيضا البيانات الوصفية لمصادر التعلم (MLR) – الجزء 2: عناصر دبلن كور، والتي أعدتها ISO/IEC JTC1 SC36.
والمعلومات الكاملة عن تعريفات عناصر دبلن كور، وعلاقات المصطلحات يمكن العثور عليها في سجل دبلن كور لواصفات البيانات.

#### مثال للكود
html4strict
html4strict
html4strict
html4strict

### بيانات DCMI الوصفية
مصطلحات البيانات الوصفية ل (DCMI) هي المجموعة الحالية من مفردات دبلن كور. وهي مجموعة تضم الخمسة عشر عنصرا الأساسية، وكذلك المصطلحات المقيدة. كل مصطلح له URI فريد في مخطط المفردات http://purl.org/dc/terms ، وجميعها مُعرف كخصائص في إطار توصيف الموارد RDF
- abstract
- accessRights
- accrualMethod
- accrualPeriodicity
- accrualPolicy
- alternative
- audience
- available
- bibliographicCitation
- conformsTo
- contributor
- coverage
- created
- creator
- date
- dateAccepted
- dateCopyrighted
- dateSubmitted
- description
- educationLevel
- extent
- format
- hasFormat
- hasPart
- hasVersion
- identifier
- instructionalMethod
- isFormatOf
- isPartOf
- isReferencedBy
- isReplacedBy
- isRequiredBy
- issued
- isVersionOf
- language
- license
- mediator
- medium
- modified
- provenance
- publisher
- references
- relation
- replaces
- requires
- rights
- rightsHolder
- source
- spatial
- subject
- tableOfContents
- temporal
- title
- type
- valid

### برمجيات ذات صلة
- Dublin Core Meta Toolkit (Conversion of Access, MySQL, or CSV data to DublinCore metadata)
- Fedora repository architecture and Project (An open-source software system capable of implementing OAI-PMH — and thus Dublin Core).
- Omeka, A free, open-source, unqualified Dublin-Core compliant web-publishing system for digital archives.
- The Archivist's Toolkit is a self-described as an "Archival Data Management system" able to work with the Dublin Core format. It will soon be merged with Archon, which is ambiguous as to its OAI support.
- ICA-AtoM, a web-based archival description/publication software that can serve as an OAI-PMH repository and uses OAI-PMH as the main language for remote data exchange

## مزيد من القراءات
- Harvey، Ross؛ Philip Hider (2004). Organising Knowledge in a Global Society. Charles Sturt University. ISBN:1-876938-66-8.
- "Lecture slides about Dublin Core", by Luca Dini, lecturer at the Free University of Bolzano

## روابط خارجية
- Dublin Core Metadata Initiative
- Dublin Core usage guide
- Dublin Core Metadata Initiative Publishes DCMI Abstract Model (Cover Pages, March 2005)
- Metadata Object Description Schema (MODS)
- The Dublin Core Generator: A tool for generating Dublin Core code نسخة محفوظة 25 سبتمبر 2017 على موقع واي باك مشين.
- The Dublin Core Generator-Editor: Free tool for extracting-editing Dublin Core HTML code